# ريك هندرسون
ريك هندرسون (بالإنجليزية: Rick Henderson)‏ هو عازف ساكسفون أمريكي، ولد في 25 أبريل 1928 في واشنطن العاصمة في الولايات المتحدة، وتوفي في 21 مايو 2004.

## وصلات خارجية
- ريك هندرسون على موقع ميوزك برينز (الإنجليزية)